# Depot von Malé Žernoseky
Das Depot von Malé Žernoseky (auch Hortfund von Malé Žernoseky) ist ein Depotfund der frühbronzezeitlichen Aunjetitzer Kultur aus Malé Žernoseky im Ústecký kraj, Tschechien. Es datiert in die Zeit zwischen 2000 und 1800 v. Chr. Das Depot befindet sich heute im Regionalmuseum von Teplice.

## Fundgeschichte
Das Depot wurde 1907 nördlich von Malé Žernoseky bei der Anlage eines Steinbruchs zwischen Porphyrgeröll entdeckt. Hier wurden auch Steingeräte der jungsteinzeitlichen Bandkeramikkultur und Keramikscherben aus dem Mittelalter gefunden. Wahrscheinlich waren die Gegenstände hierher verlagert worden.

## Zusammensetzung
Das Depot besteht aus einer Stabdolchklinge und zwei langen dreieckigen Dolchklingen aus Bronze. Die drei Klingen waren aufeinander gelegt worden.